# Kira Nerys
Kira Nerys is een personage uit het Star Trek-universum. Ze is de "commander" (eerste officier) van kapitein Benjamin Sisko op het ruimtestation Deep Space Nine (DS9) en wordt over het algemeen aangesproken met haar rang, majoor.
Majoor Kira is van het Bajoraanse ras, en wordt, naar Bajoraans gebruik, met eerst haar achternaam (Kira) en vervolgens haar voornaam (Nerys) aangesproken. De rol van Kira Nerys wordt gespeeld door de Amerikaanse actrice Nana Visitor.
Kira werd in 2343 geboren in de Bajoraanse provincie Dakhur, tijdens de Cardassiaanse bezetting die vijftig jaar duurde. Ze groeide op in een werkkamp en werd al op jonge leeftijd actief in het verzet.
Kira heeft relaties gehad met een Bajoraanse verzetsleider (Vedek Bareil Antos) en een Bajoraanse politicus (Skakaar Edon). Uiteindelijk begint ze tijdens de oorlog tussen de Federatie en de Dominion een relatie met haar vriend en vertrouweling, de beveiligingsbeambte Odo. Odo koestert al jaren gevoelens voor Kira, en aanvankelijk voelt ze zich daar bijzonder ongemakkelijk bij. Maar wanneer Vic Fontaine, de gastheer van en tevens zanger in een holografische jaren-zestig bar, de twee samenbrengt en Odo leert zijn gevoelens te uiten, beginnen Kira en Odo een relatie. Deze relatie duurt tot het einde van de serie.
Andere bevriende personages op Deep Space Nine zijn Jadzia Dax en Tora Ziyal, de dochter van Kira's aartsvijand (en Cardassiaans leider) Gul Dukat.